# Liste der Baudenkmäler in Treffelstein

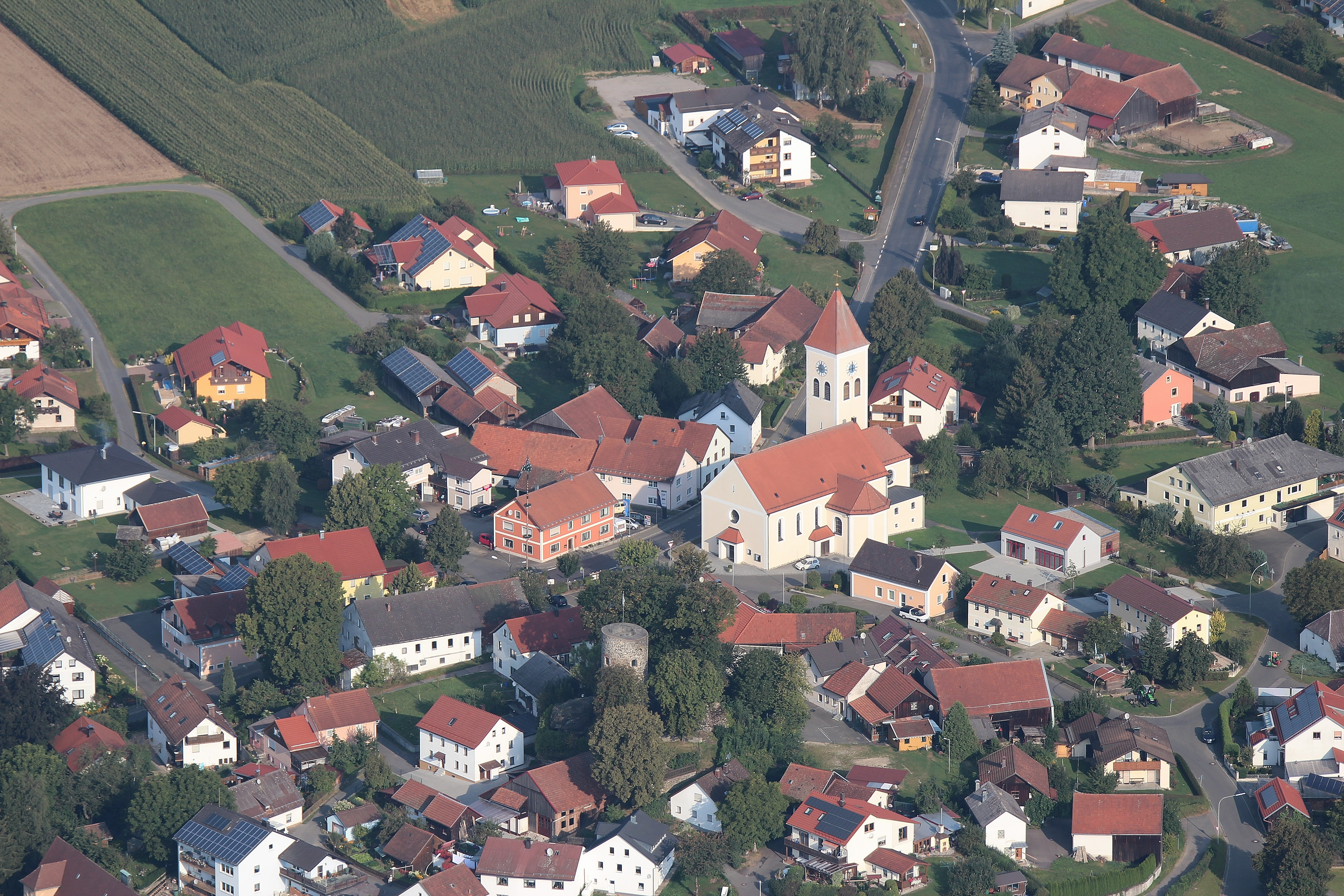
Treffelstein aus der Luft

Auf dieser Seite sind die Baudenkmäler in der Oberpfälzer Gemeinde Treffelstein zusammengestellt. Diese Tabelle ist eine Teilliste der Liste der Baudenkmäler in Bayern. Grundlage ist die Bayerische Denkmalliste, die auf Basis des Bayerischen Denkmalschutzgesetzes vom 1. Oktober 1973 erstmals erstellt wurde und seither durch das Bayerische Landesamt für Denkmalpflege geführt wird. Die folgenden Angaben ersetzen nicht die rechtsverbindliche Auskunft der Denkmalschutzbehörde.

## Baudenkmäler nach Gemeindeteilen

### Treffelstein
| Lage                                                    | Objekt                                        | Beschreibung | Akten-Nr.    | Bild                  |
| ------------------------------------------------------- | --------------------------------------------- | --- | ------------ | --------------------- |
| Am Drachenturm (Standort)                               | Bergfried, sogenannter Drachenturm            | Zylindrischer Bau aus Gneisbruchstein, wohl 11. Jahrhundert | D-3-72-165-4 | weitere Bilder        |
| Biberbacher Straße 5 (Standort)                         | Ehemaliges Bauernhaus                         | Zweigeschossiger und giebelständiger Halbwalmdachbau, um 1840 | D-3-72-165-1 | Ehemaliges Bauernhaus |
| Kapellenfelder, an der Straße nach Biberbach (Standort) | Feldkapelle                                   | Traufständiger Satteldachbau mit Dachreiter und Putzgliederungen, 1902, renoviert 1984; mit Ausstattung | D-3-72-165-5 | weitere Bilder        |
| Schloßhof 12 (Standort)                                 | Katholische Pfarrkirche Erscheinung des Herrn | Traufständiger Saalbau mit Satteldach, eingezogenem Chor, Chorflankenturm mit Pyramidendach und ehemaliger Ostchor des Vorgängerbaus von 1727 bis 1729, Langhaus 1934 von Max Wittmann, Regensburg; mit Ausstattung | D-3-72-165-2 | weitere Bilder        |
| Schloßhof 13 (Standort)                                 | Bauernhaus                                    | Eingeschossiges und giebelständiges Wohnstallhaus mit Halbwalmdach, 1. Hälfte 19. Jahrhundert | D-3-72-165-3 | Bauernhaus            |

### Biberbach
| Lage                    | Objekt                                         | Beschreibung | Akten-Nr.    | Bild               |
| ----------------------- | ---------------------------------------------- | --- | ------------ | ------------------ |
| Biberbach 16 (Standort) | Katholische Expositurkirche St. Peter und Paul | Giebelständiger Saalbau mit eingezogenem Chor, Satteldach, Chorflankenturm mit Spitzdach und Sakristei mit Walmdach, neugotisch, 1905/06; mit Ausstattung | D-3-72-165-6 | weitere Bilder     |
| Biberbach 81 (Standort) | Ehemalige Schmiede                             | Eingeschossiges und traufständiges Wohnstallhaus mit Halbwalmdach und Giebelschrot, 1. Hälfte 19. Jahrhundert                                             | D-3-72-165-7 | Ehemalige Schmiede |